# Rannik
Rannik (Eranthis Salisb.) – rodzaj roślin z rodziny jaskrowatych (Ranunculaceae). Wyróżnia się w jego obrębie 11 gatunków. Ich zasięg obejmuje południową Europę i poprzez zachodnią Azję, Syberię i Chiny sięga Japonii. Rośliny z tego rodzaju należą do najwcześniej zakwitających po wytopieniu śniegów. Rosną w lasach i zaroślach na nizinach, w górach także w miejscach skalistych. Preferują gleby wapienne. W Polsce gatunkiem uprawianym i przejściowo dziczejącym jest rannik zimowy E. hyemalis. Rzadko uprawiane bywają inne gatunki.

## Morfologia
PokrójByliny z bulwiastymi kłączami osiągające do 10 cm wysokości.
LiścieOdziomkowe, jeśli obecne, wyrastają w liczbie 1 lub 2, na długich ogonkach. Mają blaszkę zaokrągloną i palczasto podzieloną. Na nierozgałęzionej łodydze wyrastają poza tym w okółku liście (podkwiatki).
KwiatyWyrastają zwykle pojedynczo na szczycie łodygi z okazałymi 5-8 działkami kielicha barwy żółtej, białej lub różowej (żółte są gatunki europejskie, białawe te rosnące na Dalekim Wschodzie). Płatki korony zmodyfikowane – przekształcone w drobne, rurkowate miodniki. Pręciki w liczbie 10 lub bardziej liczne, ich nitki jednożyłkowe, bardzo wąskie, ich główki są elipsoidalne lub kuliste. Zalążnia górna zwieńczona długą szyjką słupka.
OwoceMieszki w liczbie od 4 do 9, rzadko liczniejsze. Nasiona drobne, bardzo liczne.

## Systematyka
Pozycja systamatyczna
Rodzaj z plemienia Actaeeae, z podrodziny Ranunculoideae, rodziny jaskrowatych Ranunculaceae. 
Wykaz gatunków
- Eranthis albiflora Franch. – rannik białokwiatowy[7]
- Eranthis byunsanensis B.Y.Sun
- Eranthis cilicica Schott & Kotschy – rannik wiosenny[11], rannik cylicyjski[12], rannik cylicki[8]
- Eranthis hyemalis (L.) Salisb. – rannik zimowy
- Eranthis iranica Rukšāns & Zetterl.
- Eranthis lobulata W.T.Wang
- Eranthis longistipitata Regel
- Eranthis pinnatifida Maxim. – rannik pierzastodzielny[8]
- Eranthis sibirica DC.
- Eranthis stellata Maxim.
- Eranthis tanhoensis Erst
- Eranthis ×tubergenii (E. cilicica × E. hyemalis) – rannik Tubergena[8]

## Zastosowanie
Kilka gatunków jest uprawianych jako rośliny ozdobne, głównie ze względu to, że zakwitają bardzo wczesną wiosną. 

## Uprawa
Są bardzo odporne na mróz, wymagają próchnicznej ziemi o stałej wilgotności i zasadowym odczynie. Dobrze rosną pod drzewami i krzewami.
Ranniki to gatunki łatwe w uprawie, nie wymagające szczególnej troski. Najobficiej kwitną w miejscach słonecznych (termin kwitnienia przy dużym nasłonecznieniu może być krótki), ale dobrze radzą sobie także w półcieniu. Tolerują różne typy gleb, również te mniej żyzne. Ważne, aby podłoże nie było podmokłe – przy nadmiarze wody może dojść do gnicia organów podziemnych. Optymalne są gleby żyzne, umiarkowanie wilgotne o odczynie od lekko kwaśnego do obojętnego.  Nawożenie mineralne nie jest konieczne, ranniki można natomiast wspomóc nawozami organicznymi (obornik, kompost), które nie tylko dostarczą różnorodnych pierwiastków pokarmowych, ale także poprawiają parametry gleby. 